# Holorhopaea sagata
Holorhopaea sagata is een keversoort uit de familie bladsprietkevers (Scarabaeidae). De wetenschappelijke naam van de soort is voor het eerst geldig gepubliceerd in 1978 door Britton.